# Mesa Verde (Schiff)
Die Mesa Verde, auch USS Mesa Verde (Kennung: LPD-19), ist ein Amphibious Transport Dock der San-Antonio-Klasse der United States Navy. Das Schiff ist nach dem Mesa-Verde-Nationalpark im US-amerikanischen Bundesstaat Colorado benannt.

## Geschichte
Der Bauauftrag wurde am 29. Februar 2000 an Ingalls Shipbuilding von Northrop Grumman Ship Systems in Pascagoula im US-Bundesstaat Mississippi vergeben, die Kiellegung erfolgte am 25. Februar 2003. Beim Stapellauf am 19. November 2004 taufte Linda Price Campbell, Ehefrau des ehemaligen US-Senators von Colorado, Ben Nighthorse Campbell, das Schiff. Rund drei Jahre später, am 15. Dezember 2007, wurde die Mesa Verde offiziell in Dienst gestellt und erster Kommandant war Comdr. Shawn Lobree.
Im August 2008 wurden die Shock Trials, die ein Schiff jeder neuen Klasse durchläuft, an der Mesa Verde ausgeführt. Dabei detoniert nahe dem Schiff unter Wasser ein Sprengsatz, der das Schiff jedoch nicht ernsthaft beschädigen darf. Im April 2009 nahm die Mesa Verde an der Übung UNITAS teil, im September an der Übung PANAMAX. Anfang 2010 sollte das Schiff als Teil der Kampfgruppe um die Nassau in den Persischen Golf verlegen. Nach dem schweren Erdbeben in Haiti wurde die Gruppe jedoch kurzfristig vor die Küste der betroffenen Region beordert, um dort Hilfe für die betroffenen Menschen zu leisten. Im März 2011 gehörte die Mesa Verde zur Kampfgruppe um die Bataan, die im Rahmen der Operation Odyssey Dawn ins Mittelmeer verlegte.